# Маріо Штехер
Маріо Штехер (нім. Mario Stecher, 17 липня 1977) — австрійський лижний двоборець, дворазовий олімпійський чемпіон.
Штехер виступає в міжнародних змаганнях з лижного двоборства з 1994 року, має в своєму активі 9 перемог на етапах Кубка світу (станом на літо 2010).
Він двічі здобував звання олімпійського чемпіона в складі збірної Австрії з лижного двоборства у командних змаганнях — в Турині та у Ванкувері. На Олімпіаді в Солт-Лейк-Сіті австрійська збірна завершила змагання на третьому місці.